# 1774 Kulikov
Az 1774 Kulikov (ideiglenes jelöléssel 1968 UG1) a Naprendszer kisbolygóövében található aszteroida. Tamara Szmirnova fedezte fel 1968. október 22-én. Az aszteroidát Dmitij Kuzmics Kulikov szovjet-orosz csillagász tiszteletére nevezték el.